# Кірєєв Денис Борисович
Дени́с Бори́сович Кірє́єв (1 січня 1977, Київ — 5 березня 2022, Київ) — український експерт банківського сектора та розвідник. Працював з низкою міжнародних організаційі банків: Citibank, Credit Lyonnais, ING, Rabobank. Перший заступник голови правління АТ «Ощадбанк» (2010—2014). Консультант при українській делегації у першому раунді переговорів України з Росією. Штатний співробітник ГУ розвідки Міністерства оборони України.

## Біографія
Денис Борисович Кірєєв народився 1 січня 1977 року в місті Києві. Навчався у Технічному ліцеї Київського політехнічного інституту. Далі закінчив Київський політехнічний інститут за спеціальністю менеджмент та маркетинг. Згодом продовжив навчання в Інституті підвищення кваліфікації та перепідготовки кадрів МППУ за спеціальністю фінанси, а потім закінчив Банківський інститут UNICO в Амстердамі.
З 2000 року працював менеджером департаменту валютно-фінансових операцій у Банку Креді Ліоні Україна. З 2002 року працював у Сітібанк Україна головним менеджером управління корпоративного бізнесу. З 2004 року перейшов на роботу головним менеджером управління корпоративного фінансування в ІНГ Банк Україна і по 2006 рік працював головним менеджером управління корпоративного фінансування в ING Bank Ukraine. З 2006 по 2008 рік працював заступником генерального директора у СКМ Фінанс. Був членом Ради директорів австрійської компанії GROUP SLAV AG, що належала братам Андрію та Сергію Клюєвим. З 2007 року за квотою Верховної Ради України входив до складу наглядової ради Укрексімбанку. З 2006 по 2012 рік був членом Наглядової ради «Укрексімбанку». Займався управлінням приватними фондами Private equity Fund і Fixed income Fund.
З 2010 по 2014 рік працював першим заступником голови правління АТ «Ощадбанк». У березні 2016 року тодішній глава «Ощадбанку» Андрій Пишний звинуватив Дениса Кірєєва у скоєнні фінансового шахрайства та заподіянні збитків «Ощадбанку».

### Російське вторгнення 2022 року і загибель
13 лютого 2022 року 5 канал опублікував матеріал, в якому Кірєєва підозрювали у роботі на спецслужби РФ. Згідно з ним, Кірєєв проходив в матеріалах російськох розвідки під псевдонімом «Хороший». З 2006 року, коли Денис Кірєєв працював у структурах братів Андрія та Сергія Клюєва, бізнесменів, які були близькі до колишнього президента Віктора Януковича, він нібито зливав ФСБ РФ дані про закупівлі зброї для Збройних Сил України, а також про схеми збагачення українських олігархів. У липні 2020-го року за цими фактами проти Кірєєва нібито було відкрито кримінальне провадження, але про його результати правоохоронці не повідомляли. За даними розслідувачів, Кірєєв під час російсько-української війни спілкувався зі своїми російськими кураторами, щомісяця їздив до Росії, і востаннє був там 19 січня 2022 року. Журналісти написали, що Кірєєв почувався у безпеці через дружбу із головою СБУ Іваном Бакановим.
24 лютого 2022 року почалося російське повномасштабне вторгнення. 28 лютого Денис Кірєєв взяв участь у першому раунді українсько-російських мирних переговорів у Гомелі. Його ім'я не було в списку офіційних членів української делегації, оприлюдненому пресслужбою Президента, проте на фото й відео, які поширили мас-медіа, його видно за переговорним столом з боку української делегації. Майже через рік Михайло Подоляк з Офісу Президента пояснив, що на зустрічі Денис був консультантом, а не офіційним членом української делегації, а також що він «мав відношення до ГУР МО», і «виконував якесь своє окреме завдання, не пов'язане з роботою переговорної групи». В ГУР уточнили, що залучали спецагента до переговорів із Росією з метою затягування процесу, аби виграти час на підготовку ефективної української оборони.
5 березня 2022 року Кірєєв з охороною та агентами військової розвідки вирушив до станції «Київ-Пасажирський» для участі у другому раунді українсько-російських переговорів у Біловезькій Пущі. Він попередив охоронців, що їм не варто втручатися у разі його арешту. Дорогою на Софійській площі за 200 м від будівлі СБУ кілька автомобілів зі співробітниками СБУ перехопили машину Кірєєва. Його охоронців роззброїли, а самого Дениса посадили до мікроавтобуса та відвезли в невідомому напрямку. За півтори години невідомі викликали співробітників військової розвідки до місця, де на вулиці виявили тіло Кірєєва з простреленою потилицею. Видання NV.UA припустило, що ці події могли відбуватися 3 березня 2022 року, оскільки саме на 3 березня було призначено другий раунд переговорів між Україною та РФ.
5 березня про загибель Кірєєва оголосили в ЗМІ, це була коротка новина з даними, що його вбито СБУ під час затримання. СБУ підозрювало його в державній зраді, зокрема в записі телефонних розмов. Увечері ГУР МОУ написало, що при виконанні спеціальних завдань загинули три розвідники: Денис Кірєєв, Олексій Доля та Герой України Валерій Чибінєєв.
Похований у Києві на Байковому кладовищі поруч із першим міністром закордонних справ України Анатолієм Зленком (ділянка № 42а). Дати народження та смерті на надгробку відсутні.
18 січня 2023 року начальник ГУР МОУ Кирило Буданов заявив для The Wall Street Journal, що саме Кірєєв 23 лютого 2022 року попередив розвідку України про повномасштабне вторгнення Росії. Коли у 2021 році Російська Федерація почала стягувати війська на кордон з Україною під виглядом спільних з Білоруссю військових навчань «Захід-2021», українські розвідоргани вирішили використати банкіра для отримання своєчасної інформації. Силовики відвозили його до Харкова, звідти він разом зі ще одним розвідником потрапляв до Російської Федерації, а через кілька днів повертався та звітував перед керівництвом ГУР. Так восени Кірєєв попередив українське керівництво про плани російського керівництва наступати на Київ у в січні — лютому 2022 року, а за кілька годин до російського вторгнення у деталях розповів про основне місце атаки на аеропорт «Антонов» у Гостомелі. Ця розвідувальна інформація дала кілька годин для перекидання певної кількості українських військ та допомогла захистити Київ на початку вторгнення:

| Якби не пан Кірєєв, швидше за все, Київ був би взятий.             |
| — генерал Кирило Буданов, очільник ГУР Міноборони України для WSJ. |

Після публікації WSJ радник голови ОП Михайло Подоляк заявив, що Кірєєва вбили можливо через брак координації між ГУР і СБУ.
22 січня 2023 року Буданов дав інтерв'ю для Радіо Свобода і сказав, що знав Кірєєва особисто з 2009 року і версію про те, що Кірєєв міг працювати на Росію відкинув категорично.

### Розслідування
Досудове розслідування кримінальної справи, порушеної за фактом убивства Кірєєва, проводить ДБР.
27 лютого 2023 року, згідно з повідомленнями українських ЗМІ, ДБР встановило коло причетних до вбивства на початку війни РФ в Україні Дениса Кірєєва. В рамках розслідування вбивства, слідством ДБР було допитано 20 свідків. Окрім того, у рамках справи було призначено 14 судових експертиз та проведено ряд інших слідчих дій.

## Нагороди
- орден Богдана Хмельницького III ступеня (посмертно, указом Президента України №217 від 6 квітня 2022)[26][19][9]

## Сім'я
Був одружений, лишилося троє дітей.